# Dăbuleni
Dăbuleni este un oraș în județul Dolj, Oltenia, România, format din localitatea componentă Dăbuleni (reședința), și din satul Chiașu. A fost declarat oraș prin Legea 83/2004.
Localizare
Orașul Dăbuleni se află în Câmpia Olteniei, pe malul stâng al Dunării, la o distanță de aproximativ 75 km de municipiul Craiova. Învecinarea cu Dunărea influențează atât economia, cât și ecosistemul local, oferind resurse pentru agricultură și pescuit.
Geografie și climat
Zona este caracterizată de un climat semi-arid și soluri nisipoase, care creează condiții unice în România. Dunele de nisip, întâlnite în special în apropierea orașului, au dus la asocierea cu termenul de „Sahara Olteniei”. Deși acest fenomen este provocat de eroziunea solului și de schimbările climatice, locuitorii au reușit să valorifice aceste condiții prin metode agricole inovatoare.
Agricultură
Dăbuleni este renumit pentru producția de pepeni verzi și galbeni, care sunt recunoscuți pentru gustul lor deosebit. Orașul produce anual peste 50.000 de tone de pepeni, care sunt distribuiți atât pe piața internă, cât și la export.
Pe lângă pepeni, agricultorii din zonă experimentează și cu alte culturi, cum ar fi cartofii dulci, arahidele și lavanda. Aceste inițiative contribuie la diversificarea economică și la promovarea agriculturii sustenabile.
Istorie și cultură
Menționat pentru prima dată în documente istorice în secolul al XVIII-lea, Dăbuleniul a evoluat dintr-o mică așezare rurală într-un oraș prosper, cu oameni harnici și gospodari. Pe lângă agricultură, localnicii păstrează cu mândrie tradițiile oltenești, iar dansurile populare și portul tradițional sunt elemente vii ale identității locale.
Stațiunea de Cercetare pentru Cultura Plantelor pe Nisipuri
În 2007, la Dăbuleni a fost înființată Stațiunea de Cercetare pentru Cultura Plantelor pe Nisipuri, singura de acest fel din România. Obiectivul principal al stațiunii este identificarea metodelor de valorificare a solurilor nisipoase și dezvoltarea unor culturi rezistente la condițiile aride.
Festivalul Lubeniței
Un eveniment de referință pentru comunitatea locală este Festivalul Lubeniței, organizat anual în luna iulie. Festivalul atrage vizitatori, fiind o oportunitate de a promova tradițiile locale și produsele agricole.
Turism
Deși este o destinație mai puțin cunoscută, Dăbuleniul începe să atragă atenția turiștilor interesați de peisajele neobișnuite și tradițiile autentice. Dunele de nisip, unice în România, oferă ocazia de a explora un habitat diferit, unde cercetătorii și pasionații de natură pot descoperi specii rare de plante și animale adaptate la medii aride.
Dăbuleni este un exemplu de adaptare și reziliență, un loc unde natura și oamenii au găsit o cale comună de a înflori. Fie că vii să savurezi cei mai buni pepeni din România sau să te pierzi în peisajele nisipoase, Dăbuleni îți oferă o experiență unică, ce merită descoperită și apreciată.
Curiozitate:
În 2007, la Dăbuleni s-a înființat Stațiunea de Cercetare pentru Cultura Plantelor pe Nisipuri, singura de acest fel din România, care studiază metodele de valorificare a terenurilor nisipoase.
Pepenele verde din Dăbuleni este unul dintre cele mai cunoscute produse agricole din România, având o reputație care depășește granițele țării.
Orașul este un exemplu de adaptare la condiții climatice dificile, transformând solurile nisipoase în pământ fertil pentru agricultură.
Solurile nisipoase sunt utilizate și în cercetări pentru combaterea deșertificării.
Viitor:
Dăbuleniul se află într-o etapă de tranziție, cu potențial de dezvoltare semnificativ în mai multe domenii: agricultură, turism, infrastructură și cercetare. Alegerea lui Marian-Viorel Nanu ca primar al Dăbuleniului, la 1 noiembrie 2024, a fost percepută de mulți locuitori ca o ultimă șansă de redresare pentru oraș. Cu o viziune ambițioasă și un program axat pe modernizare și dezvoltare economică, Nanu a promis să aducă soluții reale pentru problemele care au afectat comunitatea ani la rând.
Printre inițiativele prioritare se numără modernizarea infrastructurii locale, inclusiv reabilitarea drumurilor agricole și a străzilor din oraș, atragerea fondurilor europene și sprijinirea fermierilor prin dezvoltarea infrastructurii agricole. De asemenea, Nanu dorește să creeze noi locuri de muncă și să îmbunătățească calitatea vieții prin proiecte precum construirea unui centru recreativ pentru pensionari și modernizarea locurilor de joacă pentru copii.
Într-un context marcat de migrarea tinerilor și de dificultăți economice, Marian-Viorel Nanu este văzut de mulți drept liderul care poate readuce speranța în Dăbuleni. Printr-o abordare bazată pe transparență, investiții și implicare directă, noul primar își propune să transforme orașul într-un model de adaptare și reziliență, oferind locuitorilor motive să rămână și să-și construiască un viitor aici.

## Geografie
Orașul Dăbuleni este situat în sudul Olteniei, în partea de sud-est a județului Dolj, la sud de Craiova și în apropierea portului Bechet, în vecinătatea Dunării, într-o zonă cu sol nisipos, numită și "Sahara Olteniei".
Face parte din zona etnografică Romanați. Se află la 200 km și de București, și de Sofia, capitale importante în Balcani.
Relieful din regiune este format din câmpii și lunci acoperite cu dune de nisip.
În partea de sud se găsesc suprafețe cu aspect neted de coline care urcă până la extremitatea nordică a teritoriului.

### Climă
Dăbuleni se încadrează în zona unui climat temperat continental, cu veri calde și uscate și ierni reci. Temperaturile maxime de vară pot depăși frecvent 35 °C, iar iernile sunt caracterizate prin temperaturi ce pot scădea sub 0 °C. Precipitațiile sunt moderate, cu o distribuție relativ uniformă pe tot parcursul anului, dar cu un ușor vârf în primăvară și începutul verii.
În apropierea localității Dăbuleni se află una dintre puținele zone cu caracteristici de semi-deșert din România, cunoscută ca „Deșertul Olteniei”. Această zonă este caracterizată prin soluri nisipoase, precipitații reduse și vegetație specifică zonelor aride, fiind unică în peisajul agricol și climatic al țării. Clima semi-aridă din această regiune influențează condițiile locale, generând veri foarte călduroase și perioade prelungite de secetă, cu impact semnificativ asupra agriculturii și biodiversității locale.

### Vegetație
Vegetația lemnoasă specifică regiunii este reprezentată de salcâm, iar în zăvoaiele de pe malul Dunării întâlnim plop, salcie, stejar.

## Istoric
Pe locul actualului oraș au existat trei sate: Broasca, Ciungu și Dăbuleni. Prin comasarea lor s-a format comuna Dăbuleni, care în 2004 a devenit oraș.
Pe teritoriul Dăbulenilor, "în vale" a existat înainte de al Doilea Război Mondial o zonă umedă, alimentată periodic de revarsări ale apelor Dunării, cu multe bălți și stufăriș, loc unde oamenii pescuiau și de unde se procurau trestie și papură pentru folosința în gospodărie. Acest loc este cunoscut azi sub numele „în baltă”.
Zona a fost modificată în urma desecărilor practicate de regimul comunist, devenind propice pentru agricultura (grau, porumb, pepeni).
Astăzi încă mai funcționează sistemul de irigații cu ajutorul căruia se mai pot obține recolte de pe pământurile mai sărace.

## Demografie
Componența etnică a orașului Dăbuleni
     Români (89,95%)
     Romi (1,35%)
     Alte etnii (0,17%)
     Necunoscută (8,52%)
Componența confesională a orașului Dăbuleni
     Ortodocși (90,64%)
     Alte religii (0,54%)
     Necunoscută (8,82%)
Conform recensământului efectuat în 2021, populația orașului Dăbuleni se ridică la 10.333 de locuitori, în scădere față de recensământul anterior din 2011, când fuseseră înregistrați 12.182 de locuitori. Majoritatea locuitorilor sunt români (89,95%), cu o minoritate de romi (1,35%), iar pentru 8,52% nu se cunoaște apartenența etnică. Din punct de vedere confesional, majoritatea locuitorilor sunt ortodocși (90,64%), iar pentru 8,82% nu se cunoaște apartenența confesională.

## Politică și administrație
Orașul Dăbuleni este administrat de un primar și un consiliu local compus din 17 consilieri. Primarul, Marian-Viorel Nanu[*], de la Partidul Național Liberal, este în funcție din 1 noiembrie 2024. Începând cu alegerile locale din 2024, consiliul local are următoarea componență pe partide politice:
|  | Partid                    | Consilieri | Componența Consiliului | Componența Consiliului | Componența Consiliului | Componența Consiliului | Componența Consiliului | Componența Consiliului | Componența Consiliului | Componența Consiliului | Componența Consiliului | Componența Consiliului | Componența Consiliului |
|  | ------------------------- | ---------- | ---------------------- | ---------------------- | ---------------------- | ---------------------- | ---------------------- | ---------------------- | ---------------------- | ---------------------- | ---------------------- | ---------------------- | ---------------------- |
|  | Partidul Național Liberal | 11         |                        |                        |                        |                        |                        |                        |                        |                        |                        |                        |                        |
|  | Partidul Social Democrat  | 6          |                        |                        |                        |                        |                        |                        |                        |                        |                        |                        |                        |

## Economie

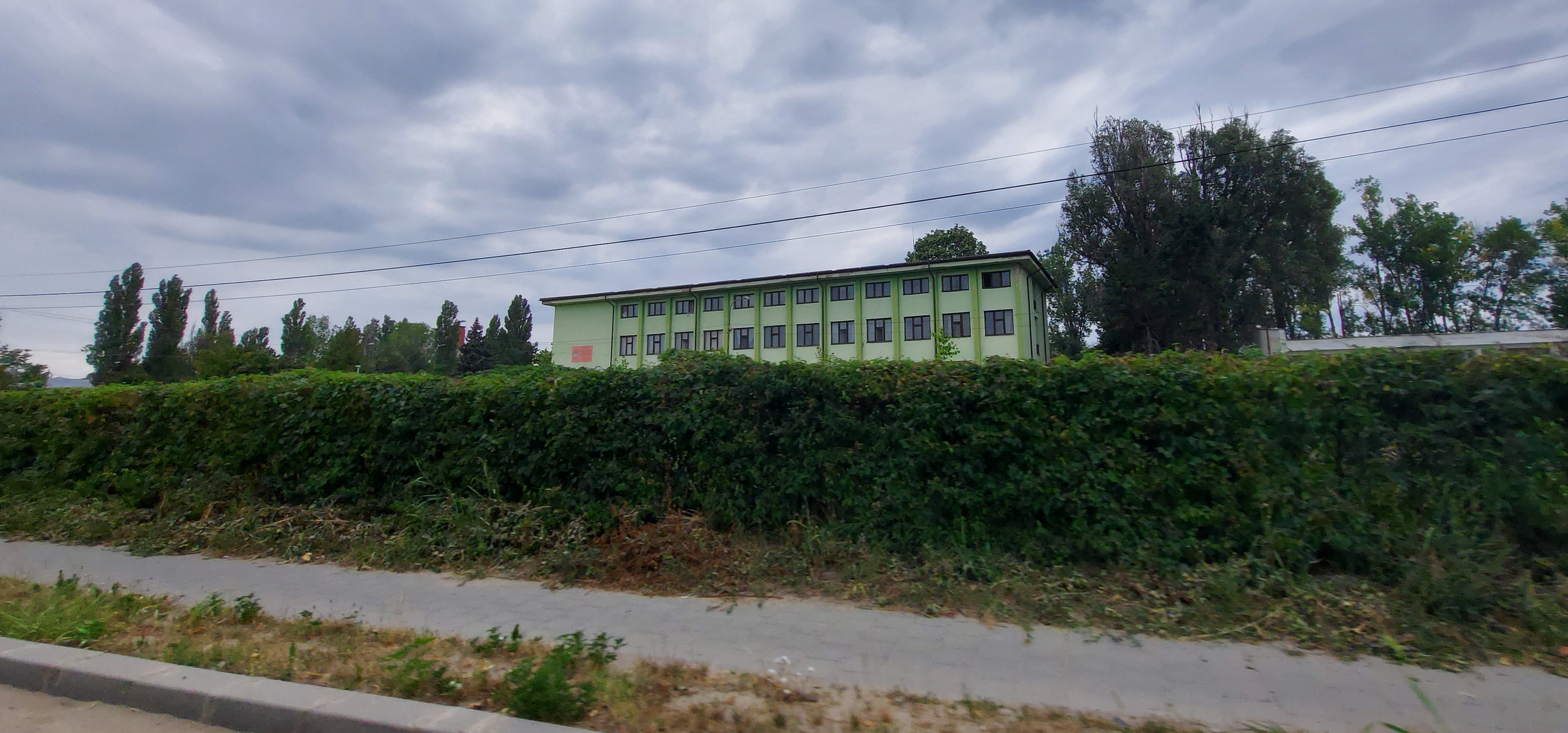
Stațiunea de Cercetare-Dezvoltare pentru Cultura Plantelor pe Nisipuri Dăbuleni

Principala activitate economică în Dăbuleni este agricultura și legată de aceasta o mică industrie de prelucrare. În ultimii ani la Dăbuleni au apărut și semne de întărire a serviciilor de diverse tipuri și a comerțului. 
Sunt prezente mai multe bănci și există chiar și servicii de televiziune prin cablu, cu post local de televiziune. 
Sunt prezente diferite firme: materiale de construcții, minimarketuri, supermaketuri, farmacii.
Solurile nisipoase de la Dăbuleni sunt favorabile viței de vie și în special culturilor de pepeni, astfel că zona este cunoscută ca „patria lubenițelor”.
Anual, producătorii din Dăbuleni exportă circa 40.000 de tone de pepeni.
În zonele unde pământurile sunt mai fertile, se cultivă și cereale.
În Dăbuleni a fost înființată SCCCPN (Stațiunea Centrală de Cercetări pentru Cultura Plantelor pe Nisipuri). SCCCPN Dabuleni funcționează în subordinea Academiei de Știinte Agricole și Silvice „Gheorghe Ionescu-Sisești” - București.
În prezent, aceasta are sediul în Dăbuleni, județul Dolj, pe Drumul Național - Bechet-Corabia, la 75 km de Craiova, 107 km de Calafat și 40 km de Corabia.

## Educație
În localitatea Dăbuleni a fost inființat și funcționează un liceu: Liceul Teoretic Dăbuleni.
Totodată, își desfașoară activitatea trei școli generale cu clasele I-VIII și mai multe grădinițe.

## Sănătate
În Dabuleni funcționează Spitalul Orășenesc Așezămintele Brâncovenești. În urma clasificării spitalelor din România, Spitalul a primit calificativul IV. Acestă clasă a IV include unitati care deservesc unitatea administrativ-teritorială și care se limitează la afecțiuni cu grad mic de complexitate.
Totodată, în localitate functionează și un Centru de sănătate, cabinete stomatologice.

## Personalități
- Ionela Prodan (1947 - 2018), interpretă de muzică populară
- Mișu Negrițoiu (n. 1950), economist, deputat
- Gil Dobrică (n. 1946 - 2007) solist vocal de muzică pop-rock, soul și rhythm and blues